# Alhak
Alhak (persiska: الهک) är en ort i Iran.   Den ligger i provinsen Khuzestan, i den centrala delen av landet, 500 km söder om huvudstaden Teheran. Alhak ligger 1 138 meter över havet och antalet invånare är 112.
Terrängen runt Alhak är kuperad åt sydost, men åt nordväst är den platt. Alhak ligger uppe på en höjd.Runt Alhak är det ganska tätbefolkat, med 60 invånare per kvadratkilometer. Närmaste större samhälle är Chahār Tang-e Pā'īn, 7,2 km sydost om Alhak. Omgivningarna runt Alhak är i huvudsak ett öppet busklandskap.